# Tobias Børkeeiet
Tobias Borchgrevink Børkeeiet (Bærum, 18 april 1999) is een Noors voetballer die doorgaans speelt als middenvelder. In augustus 2024 verruilde hij Rosenborg BK voor Rapid Wien.

## Clubcarrière
Børkeeiet speelde vanaf zijn vijfde in de jeugd van Stabæk en maakte ook zijn debuut bij die club. Op 11 maart 2018 speelde hij voor het eerst mee in het eerste elftal, op bezoek bij Strømsgodset IF. Namens die club scoorde Marcus Pedersen tweemaal, maar door goals van Franck Boli en Ohi Omoijuanfo werd het gelijk: 2–2. Børkeeiet begon aan de wedstrijd als wisselspeler en mocht van coach Toni Ordinas vier minuten voor tijd invallen voor Hugo Vetlesen. Zijn eerste doelpunt maakte de middenvelder op 5 december 2018, thuis tegen Aalesunds FK. Na zevenentwintig minuten tekende hij voor de enige treffer van de wedstrijd: 1–0.
In de zomer van 2019 maakte Børkeeiet voor een bedrag van circa 1,3 miljoen euro de overstap naar Brøndby IF, waar hij zijn handtekening zette onder een verbintenis voor de duur van vijf seizoenen. In september raakte de Noorse middenvelder geblesseerd aan zijn heup, wat hem de rest van het seizoen 2019/20 zou kosten. In januari 2022 keerde de middenvelder terug naar Noorwegen, toen hij voor vier jaar tekende bij Rosenborg BK. Bij zijn nieuwe club had hij direct overwegend een basisplaats, tot het seizoen 2024. In augustus van dat jaar mocht Rapid Wien hem voor honderdduizend euro overnemen. Bij de nummer vier van Oostenrijk van het jaar ervoor tekende hij voor twee jaar met een optie op een derde.

## Clubstatistieken
| Seizoen | Club         | Competitie  | Competitie | Competitie | Beker | Beker | Internationaal | Internationaal | Totaal | Totaal |
| Seizoen | Club         | Competitie  | Wed.       | Dlp.       | Wed.  | Dlp.  | Wed.           | Dlp.           | Wed.   | Dlp.   |
| ------- | ------------ | ----------- | ---------- | ---------- | ----- | ----- | -------------- | -------------- | ------ | ------ |
| 2018    | Stabæk       | Eliteserien | 29         | 1          | 1     | 0     | —              | —              | 30     | 1      |
| 2019    | Stabæk       | Eliteserien | 10         | 0          | 1     | 0     | —              | —              | 11     | 0      |
| 2019/20 | Brøndby IF   | Superligaen | 6          | 0          | 0     | 0     | 4              | 0              | 10     | 0      |
| 2020/21 | Brøndby IF   | Superligaen | 21         | 0          | 1     | 0     | —              | —              | 22     | 0      |
| 2021/22 | Brøndby IF   | Superligaen | 7          | 1          | 2     | 0     | 4              | 0              | 13     | 1      |
| 2022    | Rosenborg BK | Eliteserien | 27         | 2          | 0     | 0     | 0              | 0              | 27     | 2      |
| 2023    | Rosenborg BK | Eliteserien | 19         | 0          | 1     | 0     | 4              | 0              | 24     | 0      |
| 2024    | Rosenborg BK | Eliteserien | 2          | 0          | 0     | 0     | 0              | 0              | 2      | 0      |
| 2024/25 | Rapid Wien   | Bundesliga  | 1          | 0          | 0     | 0     | 0              | 0              | 1      | 0      |
| Totaal  | Totaal       | Totaal      | 123        | 3          | 6     | 1     | 12             | 0              | 140    | 4      |

Bijgewerkt op 11 september 2024.